# فيكرز (دبابة)
دبابة فيكرز (بالإنجليزية: Vickers Main battle tank)‏ دبابة قتال رئيسية بريطانية صممت من قبل شركة فيكرز أرمسترونغز البريطانية خلال أعوم 1958 - 1963. أنتجت دبابة فيكرز على 3 فئات هي مارك-1 ومارك-2 ومارك-3.

## مارك-1
في أغسطس 1961 وقعت الحكومة الهندية عقدا مع شركة فيكرز أرمسترونغز لتزويد الهند بدبابة قتال حديثة، بعد أن قامت الحكومة الهندية بتقييم العروض الألمانية والبريطانية، كان الاتفاق ينص على أن تقوم الشركة بصنع 90 دبابة داخل بريطانيا وتورديهم للهند ثم يستكمل الإنتاج محليا في الهند.
كانت هذه الفئة هي مارك-1 وهي تزن 38.6 طن، التسليح يتضمن مدفع من عيار 105 ملم مع 44 قذيفة ورشاشين آليين من عيار 7.62، تتراوح سماكة الدرع ما بين 17-80 مليمتر، زودت الفيكرز مارك-1 بمحرك ليلاند متعدد الوقود بقوة 650 حصان وتبلغ السرعة القصوى 48 كليومترا بالساعة، يتألف الطاقم من أربعة أفراد هم الآمر والسائق المدفعي والملقم، جاء تصميم الفيكرز مارك-1 بحيث تكون مبسطة ومنخضة التكاليف وأن تكون مؤثرة وفعالة.
صنع أول نموذجين لدبابة الفيكرز في عام 1963 أرسل أحدهما للهند وبقي النموذج الثاني في بريطانيا للتجارب، بدأ الإنتاج في بريطانيا عام 1964 وسلمت 90 دبابة إلى الهند ثم بدأ الإنتاج داخل الهند عام 1965 تحت اسم ڨايايانتا.
في عام 1968 تعاقدت الكويت مع فيكرز أرمسترونغز على شراء 70 دبابة فيكرز مارك-1 سلمت خلال 1970-1972.

## مارك-2
لم تدخل هذه الفئة مرحلة الإنتاج، ولم ينتج منها سوى نموذج أولي واحد، وبقيت كدارسة فقط. تشمل التعديلات المقترحة في هذه الفئة على تركيب منصات إطلاق صواريخ مضادة للدروع على جانبي برج الدبابة بمجموع 4 صواريخ وتصميم جديد للبرج إضافى إلى سُرف جديدة تتحمل السير بسرعة 56 كم بالساعة.

## مارك-3
بدأ إنتاج دبابة «الفيكرز مارك-3» عام 1978 حيث صدرت إلى كينيا ونيجيريا تشمل التطويرات في هذه الفئة على استبدال المحرك الأصلي للدبابة بمحرك ديزل توربيني بقوة 720 حصان وبرج مصبوب جديد للدبابة من أجل حماية أفضل إضافة إلى منظومة تحكم بالنيران محسنة.